# Cynophalla guayaquilensis
Cynophalla guayaquilensis är en kaprisväxtart som först beskrevs av Carl Sigismund Kunth, och fick sitt nu gällande namn av Hugh Hellmut Iltis. Cynophalla guayaquilensis ingår i släktet Cynophalla, och familjen kaprisväxter. Inga underarter finns listade i Catalogue of Life.